# Oberamt Badenweiler
Das Oberamt Badenweiler war in napoleonischer Zeit eine Verwaltungseinheit im Süden des Landes Baden. Es bestand von 1803 bis 1810.

## Historischer Hintergrund

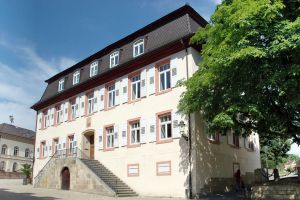
Das ehemalige Amtshaus, heute Sitz des städtischen Verkehrsamtes

Das im Markgräflerland gelegene Oberamt hatte seine Wurzeln in der im hohen Mittelalter entstandenen Herrschaft Badenweiler, die 1503 an das Haus Baden gefallen war. Als Teil der Markgrafschaft Baden firmierte sie als Oberamt der Herrschaft Badenweiler, der noch weitere Neuerwerbungen zugeordnet waren. Nachdem Burg Baden im Laufe des Holländischen Krieges 1677 zerstört worden war, wurde ihr Sitz in die benachbarte Ortschaft Müllheim verlegt.

## Entstehung

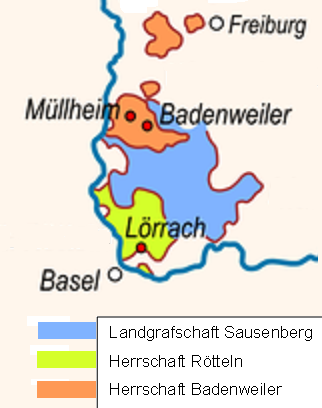
Die altbadischen Besitzungen in der Region

Mit dem Reichsdeputationshauptschluss von 1803 konnte die zum Kurfürstentum aufgewertete Markgrafschaft Baden erhebliche Gebietsgewinne verzeichnen. Dessen Regierung erließ daraufhin kurz nacheinander mehrere Organisationsedikte, von denen zwei die neue Verwaltungsstruktur des Landes festlegten. Im dritten von ihnen wurde das Land in drei Provinzen untergliedert, im sechsten die darunter gelagerte Ebene behandelt. Für den geographisch gesehen mittleren Bereich, in deren Zentrum die Gebiete der altbadischen Markgrafschaften Baden-Baden und Baden-Durlach standen, war es die Provinz der Markgrafschaft, auch Badische Markgrafschaft genannt. Es folgte, neben einer Obervogtei, die Ausweisung von vier Landvogteien. Letzteren wurden jeweils mehrere Ämter zugewiesen. Bis zur Errichtung dieser Landvogteien wurden übergangsweise Oberämter eingerichtet, die Teile der künftigen Landvogteien umfassten. Für den Bereich der Landvogtei Sausenberg, der insgesamt sechs künftige Ämter zugeordnet wurden, waren es das Stabsamt Wolfenweiler sowie die noch aufzuteilenden Oberämter Rötteln (drei) und Badenweiler (zwei).
Das Oberamt Badenweiler hatte einen doppelten Sitz in Müllheim und in Schliengen. Im Februar 1805 kamen vom Oberamt Rötteln noch die Ortschaften Neuenweg und Bürchau hinzu, ansonsten wurde die Neuorganisation für abgeschlossen erklärt. Als offizielle Benennungen wurde Oberamt Badenweiler zu Müllheim und Oberamt Badenweiler zu Schliengen festgelegt.

## Orte und Einwohnerzahlen
1805 wurde von folgenden Ortschaften und Einwohnerzahlen berichtet:
- Badenweiler, mit Oberweiler, Niederweiler, Schweighof, Sirnitz, Sehringen, Lipburg und Zunzingen: 1756
- Ballrechten, mit Dottingen und Kastelhof: 554
- Betberg, mit Seefelden und St. Ilgen: 646
- Britzingen, mit Dattingen, Muggardt und Güttigheim: 993
- Buggingen: 774
- Hügelheim, mit Zienken: 641
- Laufen, mit Gallenweiler: 591
- Müllheim: 1930
- Neuenweg, mit Bürchau, Heubronn, Belchen und Kastelberg: 818
- Sulzburg, mit Kastelberg und Sengelberg: 797

## Leiter der Verwaltung
Der mit der Leitung, unter dem Titel eines Oberamtsrates, beauftragte Gottlob Heinrich Maier hatte dort bereits seit 1800 als Amtmann fungiert. Nach der Auflösung des Oberamtes wurde er 1810 zum Badischen Oberhofgericht in Mannheim versetzt.

## Weitere Entwicklung
Da es nicht zur Errichtung der Landvogtei kam, wurden beide Ämter im Sommer 1807 der neu errichteten Provinz des Oberrheins, auch Badische Markgrafschaft unterstellt. In Umsetzung des Novemberedikts von 1809 wurden sie Anfang 1810 aufgehoben. Die meisten Orte des Oberamtes Badenweiler gingen zum neu errichteten Amt Müllheim, lediglich Neuenweg und Bürchau wechselten zum Bezirksamt Schönau.
Aus dem Amt Müllheim ging 1813 das Bezirksamt Müllheim und, nach mehrfacher Vergrößerung, 1939 der Landkreis Müllheim hervor. Bei dessen Auflösung Anfang 1973 wurde der historische Kernbereich mit Badenweiler und Müllheim dem neu entstandenen Landkreis Breisgau-Hochschwarzwald zugeteilt.